# Rhyscotus texensis
Rhyscotus texensis là một loài chân đều trong họ Rhyscotidae. Loài này được Richardson miêu tả khoa học năm 1905.